# Championnats d'Océanie de VTT 2018
Navigation
Édition précédente Édition suivante
Les Championnats d'Océanie de VTT 2018 ont lieu du 9 au 11 février 2018, à Dunedin en Nouvelle-Zélande.

## Résultats

### Cross-country
| Épreuves       | Or                     | Argent                  | Bronze              |
| -------------- | ---------------------- | ----------------------- | ------------------- |
| Hommes élites  | Anton Cooper (NZL)     | Samuel Gaze (NZL)       | Cameron Ivory (AUS) |
| Hommes espoirs | Eden Cruise (NZL)      | Henry Jaine (NZL)       | Paul Wright (NZL)   |
| Hommes juniors | Cameron Wright (AUS)   | Matthew Dinham (AUS)    | Sam Fox (AUS)       |
| Femmes élites  | Samara Sheppard (AUS)  | Holly Harris (AUS)      | Kate Fluker (NZL)   |
| Femmes espoirs | Charlotte Rayner (NZL) | Charlotte Culver (AUS)  |                     |
| Femmes juniors | Phoebe Young (NZL)     | Teagan Atherstone (AUS) | Ruby Ryan (NZL)     |

### Descente
| Épreuves | Or                       | Argent              | Bronze           |
| -------- | ------------------------ | ------------------- | ---------------- |
| Hommes   | Samuel Blenkinsop (NZL)  | Wyn Masters (NZL)   | Sam Robbie (NZL) |
| Femmes   | Victoria Armstrong (NZL) | Shania Rawson (NZL) |                  |

## Tableau des médailles
| Rang  | Nation           | Or | Argent | Bronze | Total |
| ----- | ---------------- | -- | ------ | ------ | ----- |
| 1     | Nouvelle-Zélande | 6  | 4      | 4      | 14    |
| 2     | Australie        | 2  | 4      | 2      | 8     |
| Total | Total            | 8  | 8      | 6      | 24    |